# Santa Maria de les Esglésies
Santa Maria de les Esglésies és una església del municipi de Navars (Bages) inclosa en l'Inventari del Patrimoni Arquitectònic de Catalunya. És una construcció Romànica d'una sola nau. De l'estil primitiu solament es conserva el mur de l'epístola gairebé totalment cobert per esbarzers. La porta actual està orientada a ponent.

## Història
Considerada del s. XI en la seva base primera i pertanyent al cenobi de Sant Cugat del Recó, el s.XIIII-XIV apareix esmentada com un propietat del Monestir de St.Llorenç prop Bagà; aquest monestir hi va organitzar una comunitat de monges. Alguns autors creuen que fou advocada a Sant Maties. Al segle x l'església "Ecclesias Clavatas", apareix dins els béns de Ripoll, lligada a Sant Cugat del Racó. L'any 1326 l'abat del Monestir de Sant Llorenç prop Bagà, Guillem Savila, vengué la batllia i el mas de les Esglésies, per 2000 sous.